# Lethal Company
Lethal Company (укр. «Смертельна компанія») — кооперативна багатокористувацька відеогра у жанрі симулятора виживання, дії якої розгортаються у ретрофутуристичній постапокаліптичній антиутопії, де гравці беруть на себе роль найманих працівників, які збирають металобрухт з покинутих індустріалізованих екзосупутників. Станом на 2024 рік гра розповсюджується в дочасному доступі на платформі Steam та розробляється інді-розробником на псевдо Zeekerss.

## Ігровий процес
Lethal Company передбачає однокористувацьку або кооперативну гру до чотирьох гравців одночасно з видом від першої особи. Дія гри розгортається у ретрофутуристичному середовищі, де гравці працюють за контрактом на компанію, спілкуючись один з одним за допомогою голосового і текстового чатів. Завдання гравців — відвідувати занедбані екзосупутники, щоб зібрати якомога більше металобрухту. На кожному з космічних об'єктів є одна структура, що містить згенеровані приміщення, металобрухт, небезпечні пастки та істот, що атакують гравців. Користувачі мають працювати швидко і повернутися на свій корабель до настання півночі, інакше автопілот відлетить у космос без них. Якщо на момент відльоту корабля на його борту не залишиться жодного живого гравця, весь зібраний металобрухт буде втрачено.
За продаж брухту на екзосупутнику 71-Gordion гравці отримують кредити, яких вони мають назбирати певну кількість за певний час. Наприкінці кожного дедлайну, якщо гравці продали достатньо брухту, щоб досягти необхідної квоти, вони починають новий триденний цикл з вищою ціллю кредитів. Невиконання квоти призводить до викидання гравців у відкритий космос, що означає кінець гри.
Гравці можуть нести тільки чотири предмети одночасно, включаючи один предмет, який потрібно тримати обома руками. Предмети металобрухту, які можна тримати двома руками, хоча вони зазвичай найцінніші, не дають змоги виконувати певні дії, як-от підніматися по драбині чи підбирати інші предмети. Все переносне обладнання, наприклад ліхтарики або рації, а також брухт займають по одному вільному слоту для кожного предмета. Гравці можуть використовувати бортовий комп'ютерний термінал свого корабля для навігації і витрачати зароблені кредити на обладнання та гумористичні аксесуари для себе або корабля. Термінал також можна використовувати для перегляду позицій інших гравців, місцезнаходження брухту, відчинення захисних дверей або тимчасового вимкнення мін і турелей всередині структури, по якій ходять гравці.
Гра налічує дванадцять ігрових екзосупутників, включаючи 71-Gordion, де продається зібраний брухт. Супутники відрізняються один від одного кількістю монстрів на них, а також кількістю і вартістю доступних предметів. Для доступу до найнебезпечніших і найприбутковіших супутників гравці також мають витрачати зароблені кредити. На них також випадковим чином можуть виникати небезпечні погодні умови або небезпеки, як-от туман, сипучі піски, зливи, повені або сонячні затемнення, які перешкоджають просуванню гравців.
Під час дослідження гравці стикаються з різноманітними істотами. Більшість з них знаходяться всередині структур на екзосупутниках, але деякі з них з'являються назовні. Більшість істот вороже налаштовані до гравців, хоча деякі з них, як-от ящірка та клоп, залишатимуться пасивними, доки їх не спровокують.

## Розробка
Lethal Company розробляється здебільшого одним розробником на псевдо Zeekers, що має досвід розробки Roblox. Кооперативний горрор вийшов у дочасний доступ для Microsoft Windows у Steam 24 жовтня 2023 року.

## Реакція
Відеогра була тепло сприйнята гравцями на платформі Steam: понад 88 тисяч рецензій, з яких позитивних — 98%. Lethal Company отримала схвальні відгуки критиків, очоливши список світових бестселерів Steam та маючи 100 000 одночасних гравців у листопаді 2023 року Її популярності завдячують соціальним мережам та порівнюють зі схожою грою в жанрі хоррор Phasmophobia.
Келсі Рейнор з VG247 зазначив, що гра «може й виглядає не дуже привабливою, враховуючи її контурну графіку з сірими відтінками, але фанати повністю одержимі Lethal Company, і її жахлива естетика, очевидно, є ще однією частиною її чарівності». Габріель Мосс з IGN заявляв, що «Lethal Company вже вселяє відчуття дива», і що кооперативне полювання на речі у грі «перевершує її обмежений контент і відсутність систем». PCGamesN включив Lethal Company до свого списку найкращих ігор в жанрі жахів, доступних на ПК.
За приблизними підрахунками Push To Talk, станом на січень 2024 року, Lethal Company була продана тиражем понад 10 мільйонів копій.

### Нагороди
| Award                             | Date           | Category            | Result    | Прим.         |
| --------------------------------- | -------------- | ------------------- | --------- | ------------- |
| The Steam Awards                  | 2 січня 2024   | Гра року            | Номінація | [ 20 ] [ 21 ] |
| The Steam Awards                  | 2 січня 2024   | Граще з друзями     | Перемога  | [ 20 ] [ 21 ] |
| The Streamer Awards               | 17 лютого 2024 | Транслюєма гра року | Перемога  | [ 22 ]        |
| 20th British Academy Games Awards | 11 квітня 2024 | Вибір гравців       | Номінація | [ 23 ]        |